# Castropol
Castropol ist eine Gemeinde in der autonomen Region Asturien, im Norden Spaniens.

## Lage
Im Norden ist die Gemeinde begrenzt von der Kantabrischen See, im Süden von Vegadeo und Villanueva de Oscos, im Westen vom Eo und der galicischen Stadt Ribadeo im Osten von Tapia de Casariego, El Franco und Boal.

## Geschichte
Funde aus der Bronzezeit belegen die die lange Besiedelung der gesamten Region.
Die römische Herrschaft über die Region entlang des Navia hinterließ deutliche Spuren in Castropol sowie im gesamten Umland.
Im Mittelalter spielte die Stadt an der Mündung des Eo eine untergeordnete Rolle. 1032 wurde das erste Kloster, das Monasterio de San Juan de Corias gegründet, was lange Zeit für Unfrieden mit der damit geschwächten Stadt Lugo sorgte.
Erst Alfonso VII. beendete im 13. Jahrhundert den Disput, indem er das westlich des Eo gelegene Lugo als zu Galicien gehörend bestimmte und das am Ostufer liegende Castropol unter die Hoheit von Oviedo stellte.
Ab dem 14. Jahrhundert wurde Castropol zum wirtschaftlichen und administrativen Zentrum der Gegend zwischen dem Navia und dem Eo. Castropol blieb dies auch bis ins 18. Jahrhundert, als englische Truppen einfielen und die Stadt teuer für ihre Freiheit bezahlen musste.

## Geologie

### Grund und Boden

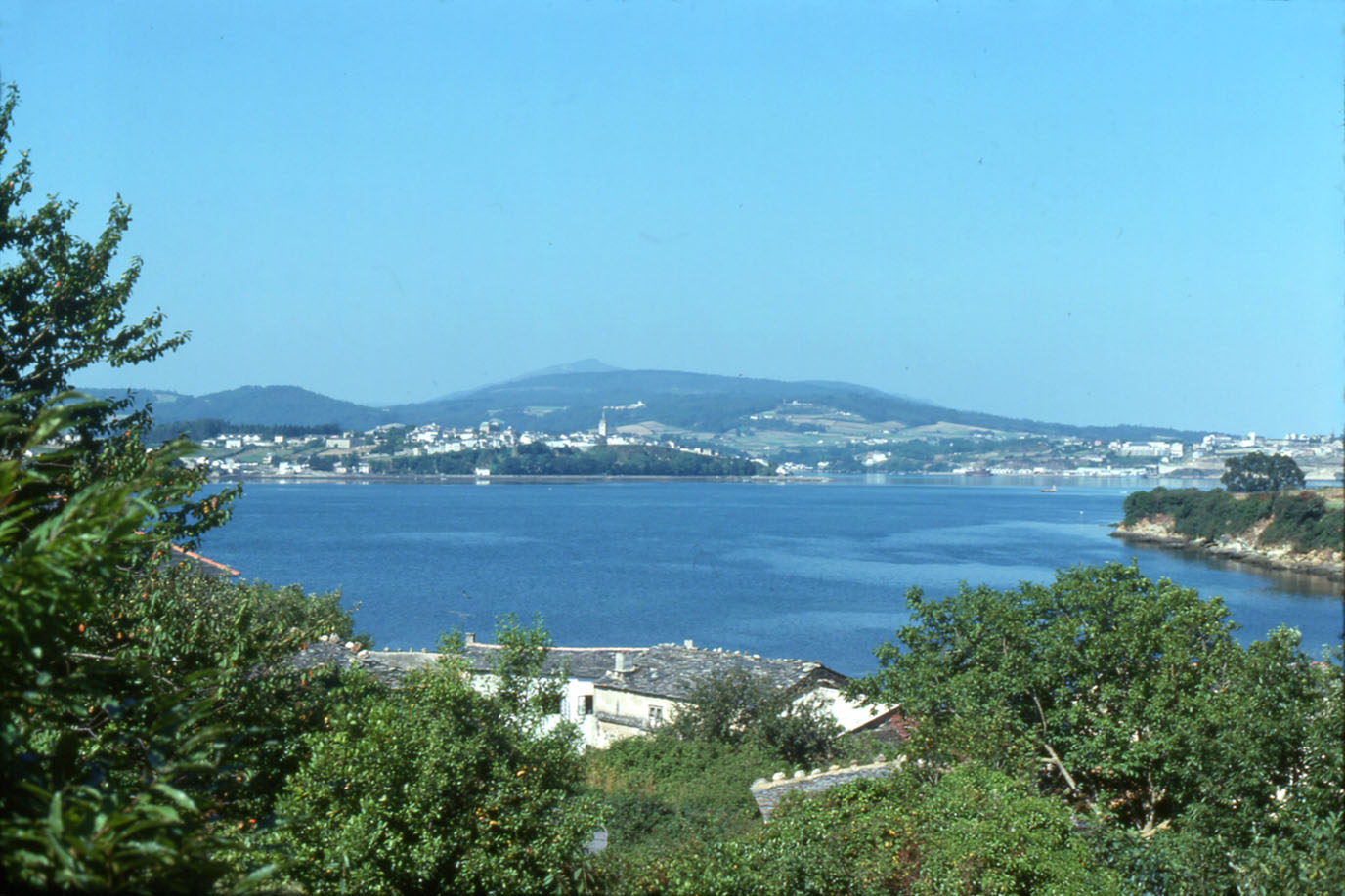
1975 – Blick von Lieira

Der überwiegend aus Kalk- und Sandstein bestehende Untergrund mit dem Pico Filso de la Bobia (1.197 m) als höchste Erhebung ist typisch für die gesamte Küstenregion mit ihren steilen Klippen, Buchten, Wiesen und Wäldern.

### Gewässer
Die Gemeinde liegt an der Mündung des Eo am Golf von Biskaya, das Mündungsgebiet nennt man im Spanischen auch ria de Eo.

### Klima
Durch den Golfstrom herrscht hier ein beinahe mediterranes Klima mit warmen Sommern und milden Wintern vor, im Frühling und Herbst kommt es mitunter zu relativ starken Stürmen.

## Wirtschaft
Im Industriegebiet ist das Unternehmen Los Astilleros Gondán S.A. der größte Arbeitgeber, in den Parroquias Barres und Berbessa gibt es noch immer einige alte Werften, die noch heute Schiffe aus Holz bauen, wofür die hiesigen Zimmerleute in Spanien sehr bekannt sind.
In der Bucht finden sich große Muschel- und Austernzuchtanlagen. Der Tourismus ist nach wie der bedeutendste Wachstumsfaktor der Region.
|                                                                                         | Beschäftigte | Anteil in Prozent |
| --------------------------------------------------------------------------------------- | ------------ | ----------------- |
| TOTAL                                                                                   | 1.288        | 100               |
| Ackerbau, Viehzucht und Fischerei                                                       | 281          | 21,82             |
| Industrie                                                                               | 279          | 21,66             |
| Bauwirtschaft                                                                           | 113          | 08,77             |
| Dienstleistungsbetriebe                                                                 | 615          | 47,75             |
| Daten aus dem Statistischen Amt für Wirtschaftliche Entwicklung in Asturien, Stand 2020 |              |                   |

## Bevölkerungsentwicklung
Der Bevölkerungsrückgang zwischen 1860 und 1877 ist größtenteils auf die Unabhängigkeit der Gemeinde Tapia de Casariego zurückzuführen.

## Politik
Die 11 Sitze des Gemeinderates verteilen sich wie folgt auf die Parteien:
| Historische Entwicklung der Sitzverteilung im Gemeinderat von Castropol | Historische Entwicklung der Sitzverteilung im Gemeinderat von Castropol | Historische Entwicklung der Sitzverteilung im Gemeinderat von Castropol | Historische Entwicklung der Sitzverteilung im Gemeinderat von Castropol | Historische Entwicklung der Sitzverteilung im Gemeinderat von Castropol | Historische Entwicklung der Sitzverteilung im Gemeinderat von Castropol | Historische Entwicklung der Sitzverteilung im Gemeinderat von Castropol | Historische Entwicklung der Sitzverteilung im Gemeinderat von Castropol | Historische Entwicklung der Sitzverteilung im Gemeinderat von Castropol | Historische Entwicklung der Sitzverteilung im Gemeinderat von Castropol | Historische Entwicklung der Sitzverteilung im Gemeinderat von Castropol | Historische Entwicklung der Sitzverteilung im Gemeinderat von Castropol |
| ----------------------------------------------------------------------- | ----------------------------------------------------------------------- | ----------------------------------------------------------------------- | ----------------------------------------------------------------------- | ----------------------------------------------------------------------- | ----------------------------------------------------------------------- | ----------------------------------------------------------------------- | ----------------------------------------------------------------------- | ----------------------------------------------------------------------- | ----------------------------------------------------------------------- | ----------------------------------------------------------------------- | ----------------------------------------------------------------------- |
| Partei                                                                  | 1979                                                                    | 1983                                                                    | 1987                                                                    | 1991                                                                    | 1995                                                                    | 1999                                                                    | 2003                                                                    | 2007                                                                    | 2011                                                                    | 2015                                                                    | 2019                                                                    |
| PSOE                                                                    | 0                                                                       | 8                                                                       | 8                                                                       | 8                                                                       | 7                                                                       | 5                                                                       | 6                                                                       | 8                                                                       | 7                                                                       | 6                                                                       | 6                                                                       |
| CD / AP / PP                                                            | 0                                                                       | 2                                                                       | 2                                                                       | 4                                                                       | 5                                                                       | 5                                                                       | 5                                                                       | 3                                                                       | 3                                                                       | 4                                                                       | 5                                                                       |
| FAC                                                                     |                                                                         |                                                                         |                                                                         |                                                                         |                                                                         |                                                                         |                                                                         |                                                                         | 1                                                                       |                                                                         |                                                                         |
| PCE / IU-BA / IU-Los Verdes                                             |                                                                         |                                                                         |                                                                         | 1                                                                       | 1                                                                       |                                                                         |                                                                         |                                                                         |                                                                         | 1                                                                       |                                                                         |
| UCD / CDS                                                               | 1                                                                       |                                                                         | 3                                                                       |                                                                         |                                                                         |                                                                         |                                                                         |                                                                         |                                                                         |                                                                         |                                                                         |
| URAS / URAS-PAS                                                         |                                                                         |                                                                         |                                                                         |                                                                         |                                                                         | 1                                                                       |                                                                         |                                                                         |                                                                         |                                                                         |                                                                         |
| Independientes                                                          | 12                                                                      | 3                                                                       |                                                                         |                                                                         |                                                                         |                                                                         |                                                                         |                                                                         |                                                                         |                                                                         |                                                                         |
| Total                                                                   | 13                                                                      | 13                                                                      | 13                                                                      | 13                                                                      | 13                                                                      | 11                                                                      | 11                                                                      | 11                                                                      | 11                                                                      | 11                                                                      | 11                                                                      |

## Sehenswürdigkeiten
- Capilla Santa María del Campo – Kapelle aus 1461
- Iglesia Parroquial de Santiago – Kirche aus dem 17. Jh.
- Capilla de San Roman o La Atalaya – Kapelle aus 1842
- Palacio de las Cuatro Torres – Palast aus dem 18. Jh.
- Villa Rosita – Villa aus dem 16. Jh.

## Feste und Feiern
- 25. Juli – fiestas de Santiago Apóstol, in Castropol.
- 16. August las de San Roque, mit großer Regatta

## Parroquias
Die Gemeinde Castropol ist in 9 Parroquias unterteilt (Stand: 1. Januar 2021)
- Balmonte – 173 Einwohner
- Barres – 564 Einwohner
- Castropol – 523 Einwohner
- Figueras – 644 Einwohner
- Moldes – 355 Einwohner
- Piñera – 351 Einwohner
- Presno – 241 Einwohner
- Seares – 182 Einwohner
- Tol – 303 Einwohner

(Quelle: INE)